# Amapola – Eine Sommernachtsliebe
Amapola – Eine Sommernachtsliebe (Originaltitel: Amapola) ist das Spielfilmdebüt des Regisseurs Eugenio Zanetti aus dem Jahr 2014. Mit dem Fantasy-Liebesfilm adaptierte er Shakespeares Ein Sommernachtstraum vor dem Hintergrund des argentinischen Militärputsches und des Falklandkrieges. Der deutsche Kinostart war am 18. Juni 2015.

## Handlung
Vor dem Hintergrund der einschneidenden Ereignisse des Militärputsches in Argentinien 1962 und des Krieges um die Falklandinseln 1982 wird die Geschichte der Schauspielerin Ama erzählt. Durch Magie besitzt sie die Fähigkeit, durch die Zeit zu reisen. Als der argentinische Diktator Onganía 1966 an die Macht kommt, trifft sie ihren späteren Geliebten Luke. In der Zukunft erfährt sie jedoch, welch trauriges Schicksal sie und ihre Familie nach Ausbruch der Falklandkrise erlitten haben. Zurück in der Gegenwart versucht sie alles, um die drohenden Ereignisse von ihnen abzuwenden. Dabei kämpft sie nicht nur gegen die Vernichtung ihres Landes, sondern auch darum, ihre wahre Liebe wiederzufinden. Unterstützt wird sie von ihrer Großmutter Meme und dem mysteriösen Monsieur Samirof.

## Kritik
Der Filmdienst meinte, der Film münde – „pendelnd zwischen Kitsch und Traum, magischem Realismus und Historienepos“ – in der Aussage, dass „das Schicksal veränderbar sei“. Darüber hinaus wisse er „mit den gesellschaftlichen Kontexten eher wenig anzufangen“.

## Auszeichnungen
Der Film erhielt in Argentinien viel Anerkennung, darunter Nominierungen der Academy of Motion Picture Arts and Sciences of Argentina (Regie, Make-up) und zwei Auszeichnungen der Argentinean Film Critics Association (Kostüme, Art Direction). Beim Bogota Film Festival wurde Eugenio Zanetti als bester Regisseur ausgezeichnet.